# Нація фастфуду
«На́ція фастфу́ду» (англ. «Fast Food Nation») — фільм режисера Річарда Лінклейтера, знятий за однойменною книгою американського журналіста Еріка Шлоссера. Прем'єра картини відбулася в травні 2006 року на Каннському кінофестивалі.

## Зміст
Гамбургери та картопля фрі стали найпопулярнішим у світі американським винаходом. Швидку, смачну і страшенно шкідливу їжу полюбили сотні мільйонів людей. Через невеликі історії, пов'язані з працівниками цієї індустрії, - постачальником, клерком, начальником корпорації - глядач краще пізнає, як же насправді готується і продається фастфуд.

## Ролі
| Актор                   | Роль         |
| ----------------------- | ------------ |
| Грег Кіннер             | Дон Андерсон |
| Вілмер Вальдеррама      | Рауль        |
| Брюс Вілліс             | Гаррі Ріделл |
| Кріс Крістофферсон      | Руді Мартін  |
| Ешлі Джонсон            | Ембер        |
| Патриція Аркетт         | Сінді        |
| Ітан Гоук               | Піт          |
| Авріл Лавін             | Еліс         |
| Каталіна Сандіно Морено | Сільвія      |
| Пол Дано                | Брайан       |
| Хуан Карлос Серран      | Естебан      |
| Ана Клаудія Таланкон    | Коко         |

## Факти
У додаткові матеріали DVD фільму включені серії Мястріци.